# Папян, Эдуард Арменакович
Папян Эдуард Арменакович (арм. Էդուարդ Պապյան; 1924—1995) — главный архитектор Еревана в 1964—1972 годах.
1949 — окончил Ереванский политехнический институт. Заслуженный архитектор Армении.
С 1954 — член союза архитекторов Армении.
Лауреат Всесоюзного смотра достижений советской архитектуры за 1962—1967 годы.
1964—1972 — главный архитектор Еревана.
1972—1979 — руководитель архитектурно-планировочной мастерской института «Ереванпроект».
Кавалер ордена «Знак Почёта».

## Основные работы
- Генплан г. Еревана с расчётной численностью населения 1100000 (1971).
- Генплан г. Ленинакана на 1990—2010 годы.
- Проект размещения первой очереди строительства г. Еревана (1971—1976, 1976—1981, 1981—1986, 1986—1991, 1991—1996).
- ТЭО генплана г. Еревана на 1990—2010 годы.
- ТЭО выбора скоростного вида транспорта Еревана.
- Комплексная транспортная схема Еревана на 1968—1978, 1980—2000 годы.
- ТЭО Давидашенского моста в Ереване.
- ТЭО южного направления Ереванского метрополитена.
- ТЭО первой очереди строительства Ереванского метрополитена.
- Схема подземной урбанизации г. Еревана.
- ПДП центра г. Еревана на 1967—1968, 1990—2000 годы.
- Застройка пл. им Мясникяна в Ереване.
- Застройка центральной площади в Ленинакане и Кировакане.
- Дом-музей поэта Паруйра Севака в Зангакатуне.
- Проект планировки и застройки центра г. Еревана.